# Temporada 1945-1946 del FC Barcelona
Les dades més destacades de la temporada 1945-1946 del Futbol Club Barcelona són les següents:

## 1945

### Desembre
- 9 desembre - 11a. jornada de Lliga. Contundent victòria blaugrana a l'estadi Fontán (1-5) sobre el Celta de Vigo. César (3) i Martín (2) fan els gols del Barça, que és quart a només dos punts del líder Sevilla
- 8 desembre - Els segons equips del Barça i l'Espanyol empaten (3-3) a Les Corts en partit amistós a benefici de l'Associació de Vídues i Orfes de l'Exèrcit.
- 2 desembre - 10a. jornada de Lliga. Victòria del Barça a Les Corts enfront l'Hèrcules d'Alacant (5-3). Reaparició de Josep Escolà després d'una llarga absència i gols blaugrana de César (2), Escolà (2) i Gamonal. El Barça ocupa la cinquena posició de la taula a 3 punts del líder Oviedo.

### Novembre
- 29 novembre - La Federació Espanyola de Futbol suspèn per dos anys al secretari de FCB Joaquín Labuena per intentar fitxar el jugador Rafa que té contracte vigent amb el Real Madrid

## Plantilla
Fonts:
|     |                           |      | Total | Total | Campionat de Lliga | Campionat de Lliga | Copa del Generalíssim | Copa del Generalíssim | Copa d'Or Argentina | Copa d'Or Argentina |
| P   | Jugador                   | País | PT    | Gols  | PT                 | Gols               | PT                    | Gols                  | PT                  | Gols                |
| --- | ------------------------- | ---- | ----- | ----- | ------------------ | ------------------ | --------------------- | --------------------- | ------------------- | ------------------- |
| POR | Juan Zambudio Velasco     |      | 29    | -43   | 26                 | -31                | 2                     | -8                    | 1                   | -4                  |
| POR | José Valero Martín        |      | 0     |       |                    |                    |                       |                       |                     |                     |
| POR | Quique                    |      | 0     |       |                    |                    |                       |                       |                     |                     |
| DEF | Josep Puig "Curta"        |      | 27    |       | 24                 |                    | 2                     |                       | 1                   |                     |
| DEF | Jaume Elias               |      | 21    |       | 20                 |                    |                       |                       | 1                   |                     |
| DEF | Calo                      |      | 9     |       | 7                  |                    | 2                     |                       |                     |                     |
| DEF | Luis Soto                 |      | 1     |       | 1                  |                    |                       |                       |                     |                     |
| DEF | Benito García             |      | 0     |       |                    |                    |                       |                       |                     |                     |
| MIG | Josep Gonzalvo            |      | 28    |       | 25                 |                    | 2                     |                       | 1                   |                     |
| MIG | Marià Gonzalvo            |      | 27    | 3     | 25                 | 3                  | 1                     |                       | 1                   |                     |
| MIG | Joan Sans                 |      | 17    |       | 16                 |                    |                       |                       | 1                   |                     |
| MIG | Francesc Calvet           |      | 9     |       | 9                  |                    |                       |                       |                     |                     |
| MIG | Francesc Virgós           |      | 12    |       | 10                 |                    | 2                     |                       |                     |                     |
| MIG | Josep Cardús              |      | 2     |       | 2                  |                    |                       |                       |                     |                     |
| MIG | Josep Vendrell            |      | 2     |       | 1                  |                    | 1                     |                       |                     |                     |
| MIG | Fernando García           |      | 0     |       |                    |                    |                       |                       |                     |                     |
| MIG | Manel Rosalén             |      | 0     |       |                    |                    |                       |                       |                     |                     |
| DAV | César Rodríguez           |      | 29    | 12    | 26                 | 11                 | 2                     |                       | 1                   | 1                   |
| DAV | Luis Gamonal              |      | 27    | 8     | 24                 | 6                  | 2                     |                       | 1                   | 2                   |
| DAV | Josep Escolà              |      | 21    | 8     | 19                 | 6                  | 1                     |                       | 1                   | 2                   |
| DAV | José Bravo                |      | 22    | 9     | 20                 | 9                  | 1                     |                       | 1                   |                     |
| DAV | Mariano Martín            |      | 17    | 9     | 15                 | 9                  | 1                     |                       | 1                   |                     |
| DAV | José Valle                |      | 7     |       | 6                  |                    | 1                     |                       |                     |                     |
| DAV | Vicente Colino            |      | 4     | 2     | 3                  | 2                  | 1                     |                       |                     |                     |
| DAV | Vicent Morera             |      | 3     |       | 3                  |                    |                       |                       |                     |                     |
| DAV | Josep Seguer              |      | 2     | 1     | 1                  |                    | 1                     | 1                     |                     |                     |
| DAV | Juli Gonzalvo             |      | 2     |       | 2                  |                    |                       |                       |                     |                     |
| DAV | Carmelo Albaladejo "Tito" |      | 2     |       | 2                  |                    |                       |                       |                     |                     |
| DAV | Francisco Peralta         |      | 1     |       | 1                  |                    |                       |                       |                     |                     |
| DAV | Jaume Sospedra            |      | 0     |       |                    |                    |                       |                       |                     |                     |

## Classificació
| Competició            | Pos. | P  | PG | PE | PP | GF | GC | Campió                  |
| --------------------- | ---- | -- | -- | -- | -- | -- | -- | ----------------------- |
| Campionat de Lliga    | 2n   | 26 | 14 | 7  | 5  | 48 | 31 | Sevilla CF              |
| Copa del Generalíssim | VF   | 2  | 1  | 0  | 1  | 1  | 8  | Club Atlético de Bilbao |
| Copa d'Or Argentina   | C    | 1  | 1  | 0  | 0  | 5  | 4  | CF Barcelona            |

## Resultats
Nota 1: El Barça, jugó entre Septiembre y Diciembre de 1945, el Torneo d'Equipos Reservas. Al hacerlo sólo, con el equipo de: Aficionados, no cuenta en el total de partidos.
Nota 2: El Barça, jugó entre Febrero y Julio de 1946, el Torneo Regional Catalán, sin efectos competitivos. Eso quiere decir, que quedó al margen de la clasificación total final. (Jugó únicamente para mantener en forma a los suplentes y para facilitar buenos taquillajes como visitante. De los 26 partidos del campeonato, jugó sólo: 23, hubo 3 que se suspendieron por diversos motivos: el 31-3-1946, en Les Corts contra el: LERIDANO, el 14-4-1946, en Les Corts contra el: GRACIA y por último, el 26-5-1946, a fuera contra el: LERIDANO. El final de la Temporada se cerró y esos partidos ya no se celebraron. A los efectos estadísticos, contarán sólo los 23 partidos jugados).
| AMISTOSOS                                           |
| --------------------------------------------------- |
| 02-09-45 JUPITER-BARCELONA 0-2                      |
| 09-09-45 TORTOSA-BARCELONA 0-5                      |
| 11-09-45 SELECCIO SABADELL-ESPANYOL - BARCELONA 1-5 |
| 16-09-45 BARCELONA-VALENCIA 2-5                     |
| 24-09-45 MARTÍNENC - BARCELONA (reserva) 4-2        |
| 01-10-45 ESPANYA INDUSTRIAL-BARCELONA 0-1           |
| 11-11-45 VALENCIA-BARCELONA 3-0                     |
| 18-11-45 BARCELONA-SABADELL 6-1                     |
| 08-12-45 BARCELONA-ESPANYOL 3-3                     |
| 12-05-46 SABADELL-BARCELONA 0-2                     |
| 14-05-46 SELECCIO SABADELL/TARREGA - BARCELONA 2-2  |
| 19-05-46 ATLETICO AVIACION-BARCELONA 1-3            |
| 08-06-46 BARCELONA-ATHLETIC BILBAO 5-2              |
| 12-06-46 MATARÓ - BARCELONA (reserva) 1-1           |
| 16-06-46 BARCELONA-SABADELL 8-1                     |
| 24-06-46 MATARÓ - BARCELONA 1-1                     |
| 29-06-46 ATLETICO AVIACION-BARCELONA 4-1            |
| 30-06-46 BARCELONA-ESPANYOL 1-1                     |

| TORNEIG REGIONAL CATALA                                                       |
| ----------------------------------------------------------------------------- |
| 03-2-46 BARCELONA (reserva) - CERVERA 7-0                                     |
| 10-2-46 VILLANOVA - BARCELONA (reserva) 3-2                                   |
| 17-2-46 BARCELONA (reserva) - MANRESA 10-2                                    |
| 24-2-46 HORTA - BARCELONA (reserva) 2-1                                       |
| 03-3-46 BARCELONA-LLEIDATA suspes                                             |
| 10-3-46 EUROPA - BARCELONA (reserva) 2-2                                      |
| 17-3-46 BARCELONA (reserva) - FIGUERES 1-0                                    |
| 19-3-46 SANT ANDREU - BARCELONA (reserva) 2-1                                 |
| 24-3-46 BARCELONA (reserva) - VILAFRANCA 12-1                                 |
| 31-3-46 BARCELONA (reserva) - ESPANYA INDUSTRIAL 2-0                          |
| 07-4-46 MATARÓ - BARCELONA (reserva) 2-1                                      |
| 14-4-46 BARCELONA (reserva) - GRACIA suspes                                   |
| 21-4-46 BARCELONA (reserva) - Vic 7-0                                         |
| 28-4-46 CERVERA - BARCELONA (reserva) 1-4                                     |
| 05-5-46 BARCELONA (reserva) - VILLANOVA 4-0                                   |
| 12-5-46 MANRESA - BARCELONA (reserva) 0-1                                     |
| 16-5-46 LLEIDATA - BARCELONA (reserva) 1-0                                    |
| 19-5-46 BARCELONA (reserva) - HORTA 4-1                                       |
| 30-5-46 BARCELONA (reserva) - EUROPA 7-3                                      |
| 02-6-46 FIGUERES - BARCELONA (reserva) 2-3                                    |
| 10-6-46 BARCELONA (reserva) - SANT ANDREU 3-0                                 |
| 16-6-46 VILAFRANCA - BARCELONA (reserva) 2-5                                  |
| 20-6-46 SOCIEDAD DEPORTIVA " ESPANYA INDUSTRIAL " - BARCELONA (reserva) 1 - 2 |
| 23-6-46 BARCELONA (reserva) - MATARÓ 0-1                                      |
| 29-6-46 GRÀCIA - BARCELONA (reserva) 1-3                                      |
| 07-7-46 VIC - BARCELONA (reserva) 2-1                                         |

| COPA GOBERNADOR CIVIL/TORNEO TRIANGULAR |
| --------------------------------------- |
| 30-05-46 MALLORCA-BARCELONA 2-3         |
| 02-06-46 ATHLETIC BILBAO-BARCELONA 2-1  |

| Campionat de Lliga |

| 23 setembre 1945 | CF Barcelona           | 2 - 0 | Real Gijón CD | Barcelona                                         |  |
| Jornada 1        | Bravo 46' · Martín 53' |       |               | Camp de les Corts · Tamarit Falguera (València) · |  |

| 30 setembre 1945 | RCD Espanyol | 0 - 2 | CF Barcelona                      | Barcelona                                           |  |
| Jornada 2        |              |       | Casas (pp) 50' · Gonzalvo III 83' | Estadi de Sarrià · Iturralde Gorostiaga (Biscaia) · |  |

| 7 octubre 1945 | CF Barcelona          | 2 - 0 | CE Alcoià | Barcelona                                       |  |
| Jornada 3      | César 11' · Bravo 53' |       |           | Camp de les Corts · Melcon Bartolome (Centre) · |  |

| 14 octubre 1945 | Club Atlético Aviación | 2 - 0 | CF Barcelona | Madrid                                                |  |
| Jornada 4       | Juncosa 64' 85'        |       |              | Estadio Metropolitano · Tamarit Falguera (València) · |  |

| 21 octubre 1945 | CF Barcelona | 0 - 6 | Club Atlético de Bilbao                                   | Barcelona                                          |  |
| Jornada 5       |              |       | A. Gainza 5' · Zarra 27' 31' · Urra 63' 70' · Iriondo 81' | Camp de les Corts · Fombona Fernández (Asturias) · |  |

| 28 octurbre 1945 | València CF | 0 - 1 | CF Barcelona | València                                |  |
| Jornada 6        |             |       | César 35'    | Estadi de Mestalla · Martínez Pinilla · |  |

| 4 novembre 1945 | CF Barcelona     | 1 - 1 | Real Murcia CF | Barcelona                                  |  |
| Jornada 7       | Gonzalvo III 11' |       | Bonillo 70'    | Camp de les Corts · De Mazagatos Vicario · |  |

| 18 novembre 1945 | Real Oviedo CF | 1 - 1 | CF Barcelona | Oviedo                                            |  |
| Jornada 8        | Del Hoyo 77'   |       | Martín 73'   | Estadio de Buenavista · Escartín Morán (Centre) · |  |

| 25 novembre 1945 | Reial Madrid CF                        | 3 - 2 | CF Barcelona                  | Chamartín de la Rosa                                   |  |
| Jornada 9        | Barinaga 23' · Pruden 63' · Belmar 67' |       | Martín 51' · Gonzalvo III 85' | Estadi de Chamartín · Iturralde Gorostiaga (Biscaia) · |  |

| 2 desembre 1945 | CF Barcelona                                | 5 - 3 | Hèrcules CF                 | Barcelona                                  |  |
| Jornada 10      | Escolà 6' 71' · Gamonal 12' · César 42' 51' |       | Periche 2' 16' · Macala 40' | Camp de les Corts · Arque Martín (Aragó) · |  |

| 9 desembre 1945 | RC Celta de Vigo | 1 - 5 | CF Barcelona                       | Barcelona                        |  |
| Jornada 11      | Aretio 33'       |       | Martín 15' 20' · César 45' 60' 81' | Estadi de Balaídos · Rodríguez · |  |

| 16 desembre 1945 | CF Barcelona                         | 4 - 0 | CE Castelló | Barcelona                   |  |
| Jornada 12       | César 7' · Bravo 8' · Martín 45' 62' |       |             | Camp de les Corts · Ocaño · |  |

| 30 desembre 1945 | Sevilla CF           | 2 - 3 | CF Barcelona               | Sevilla                          |  |
| Jornada 13       | López 20' · Arza 86' |       | Escolà 51' · Bravo 57' 62' | Estadio de Nervión · Rodríguez · |  |

| 6 gener 1946 | Real Gijón CD | 2 - 0 | CF Barcelona | Gijón                         |  |
| Jornada 14   | Pio 78' 84'   |       |              | Estadi El Molinón · Munguia · |  |

| 13 gener 1946 | CF Barcelona | 1 - 0 | RCD Espanyol | Barcelona                       |  |
| Jornada 15    | Martín 30'   |       |              | Camp de les Corts · Rodríguez · |  |

| 20 gener 1946 | CE Alcoià                   | 3 - 3 | CF Barcelona                | Alcoi                         |  |
| Jornada 16    | Vidal 1' 80' · Ostolaza 63' |       | Gamonal 22' · Bravo 42' 57' | Estadi del Collao · Marques · |  |

| 27 gener 1946 | CF Barcelona                | 2 - 1 | Club Atlético Aviación | Barcelona                                         |  |
| Jornada 17    | Cuenca (pp) 47' · Bravo 60' |       | Juncosa 38'            | Camp de les Corts · Tamarit Falguera (València) · |  |

| 3 febrer 1946 | Club Atlético de Bilbao | 2 - 1 | CF Barcelona | Bilbao                            |  |
| Jornada 18    | Albizua 61' · Zarra 73' |       | César 85'    | Estadi de San Mamés · Rodríguez · |  |

| 10 febrer 1946 | CF Barcelona | 1 - 1 | València CF   | Barcelona                                     |  |
| Jornada 19     | Gamonal 83'  |       | Gorostiza 51' | Camp de les Corts · González Díaz (Biscaia) · |  |

| 17 febrer 1946 | Real Murcia CF | 0 - 2 | CF Barcelona            | Múrcia                                                |  |
| Jornada 20     |                |       | César 65' · Gamonal 85' | Estadio de la Condomina · Melcon Bartolome (Centro) · |  |

| 24 febrer 1946 | CF Barcelona                              | 4 - 0 | Real Oviedo CF | Barcelona                                     |  |
| Jornada 21     | Escolà 27' 65' · Gamonal 60' · Martín 85' |       |                | Camp de les Corts · Escartín Morán (Centro) · |  |

| 3 març 1946 | CF Barcelona | 1 - 0 | Reial Madrid CF | Barcelona                                |  |
| Jornada 22  | César 17'    |       |                 | Camp de les Corts · La Riva (València) · |  |

| 10 març 1946 | Hèrcules CF | 0 - 0 | CF Barcelona | Alacant                     |  |
| Jornada 23   |             |       |              | Estadi de Bardín · Orduña · |  |

| 17 març 1946 | CF Barcelona                | 3 - 1 | RC Celta de Vigo | Barcelona                       |  |
| Jornada 24   | Colino 65' 82' · Escolà 74' |       | Leonardo 83'     | Camp de les Corts · Cristóbal · |  |

| 24 març 1946 | CE Castelló | 1 - 1 | CF Barcelona | Castelló de la Plana                   |  |
| Jornada 25   | Arnau 73'   |       | Gamonal 26'  | Estadi de Castàlia · Melcon Barolome · |  |

| 31 març 1946 | CF Barcelona | 1 - 1 | Sevilla CF | Barcelona                                     |  |
| Jornada 26   | Bravo 63'    |       | Araujo 7'  | Camp de les Corts · Escartín Morán (Madrid) · |  |

| Copa d'Or Argentina |

| 23 desembre 1945 | CF Barcelona                                 | 5 - 4 | Club Atlético de Bilbao              | Barcelona                   |  |
|                  | César 15' · Escolà 28' 68' · Gamonal 43' 73' |       | Urra 5' · Zarra 13' 86' · Panizo 32' | Camp de les Corts · Arqué · |  |

| Copa del Generalíssim |

| 21 abril 1946            | Sevilla CF                                                           | 8 - 0 | CF Barcelona | Sevilla                                           |  |
| Vuitens de final - anada | Herrera 27' 47' 67' 78' · Campos 31' · Alconero 55' · Araujo 56' 68' |       |              | Estadio del Nervión · Placido González (Centro) · |  |

| 28 abril 1946              | CF Barcelona | 1 - 0 | Sevilla CF | Barcelona           |  |
| Vuitens de final - tornada | Seguer       |       |            | Camp de les Corts · |  |